# Кіруна (комуна)
Комуна Кіруна (швед. Kiruna kommun) — адміністративно-територіальна одиниця місцевого самоврядування, що розташована в лені Норрботтен у північній Швеції. Із заходу та півночі межує з Норвегією та Фінляндією.
Кіруна 1-а за величиною території комуна Швеції. Адміністративний центр комуни — місто Кіруна.

## Населення
Населення становить 23 023 чоловік (станом на вересень 2012 року). 
| Кількість населення комуни Кіруна за 1970-2010 роки | Кількість населення комуни Кіруна за 1970-2010 роки | Кількість населення комуни Кіруна за 1970-2010 роки | Кількість населення комуни Кіруна за 1970-2010 роки | Кількість населення комуни Кіруна за 1970-2010 роки |
| --------------------------------------------------- | --------------------------------------------------- | --------------------------------------------------- | --------------------------------------------------- | --------------------------------------------------- |
| Рік                                                 |                                                     |                                                     | Населення                                           |                                                     |
| 1970                                                | 1970                                                |                                                     | 30 639                                              | 30 639                                              |
| 1975                                                | 1975                                                |                                                     | 31 194                                              | 31 194                                              |
| 1980                                                | 1980                                                |                                                     | 29 705                                              | 29 705                                              |
| 1985                                                | 1985                                                |                                                     | 26 862                                              | 26 862                                              |
| 1990                                                | 1990                                                |                                                     | 26 149                                              | 26 149                                              |
| 1995                                                | 1995                                                |                                                     | 25 876                                              | 25 876                                              |
| 2000                                                | 2000                                                |                                                     | 24 314                                              | 24 314                                              |
| 2005                                                | 2005                                                |                                                     | 23 135                                              | 23 135                                              |
| 2010                                                | 2010                                                |                                                     | 22 944                                              | 22 944                                              |
| Джерело: SCB                                        |                                                     |                                                     |                                                     |                                                     |

## Населені пункти
Комуні підпорядковано 7 міських поселень (tätort) та низка сільських, більші з яких:
- Кіруна (Kiruna)
- Віттангі (Vittangi)
- Юккасярві (Jukkasjärvi)
- Сваппавара (Svappavaara)
- Куттайнен (Kuttainen)
- Каресуандо (Karesuando)
- Евре-Сопперу (Övre Soppero)

## Міста побратими
Комуна підтримує побратимські контакти з такими муніципалітетами:
- Архангельськ, Росія

## Галерея

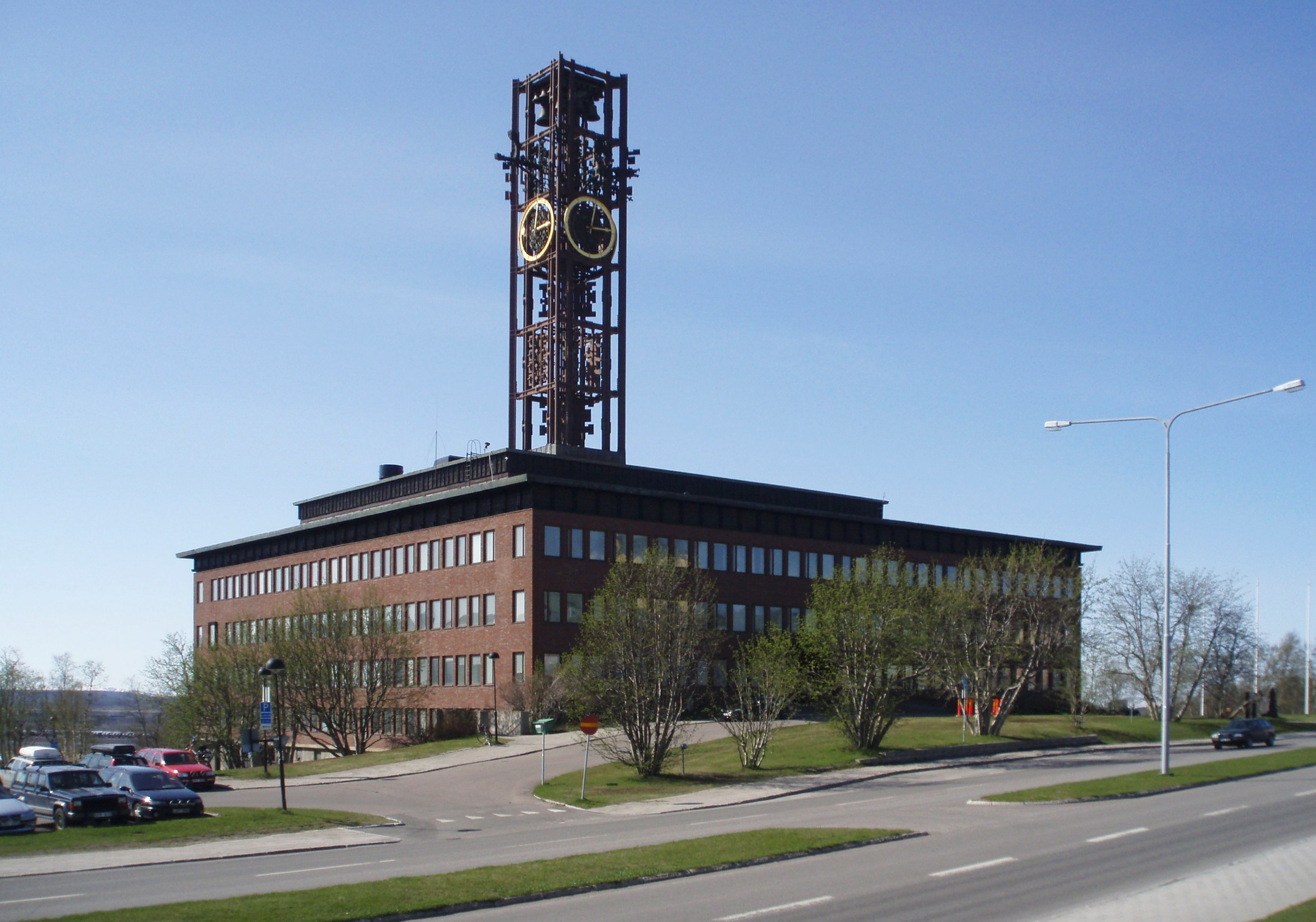
Управа комуни (Кіруна)
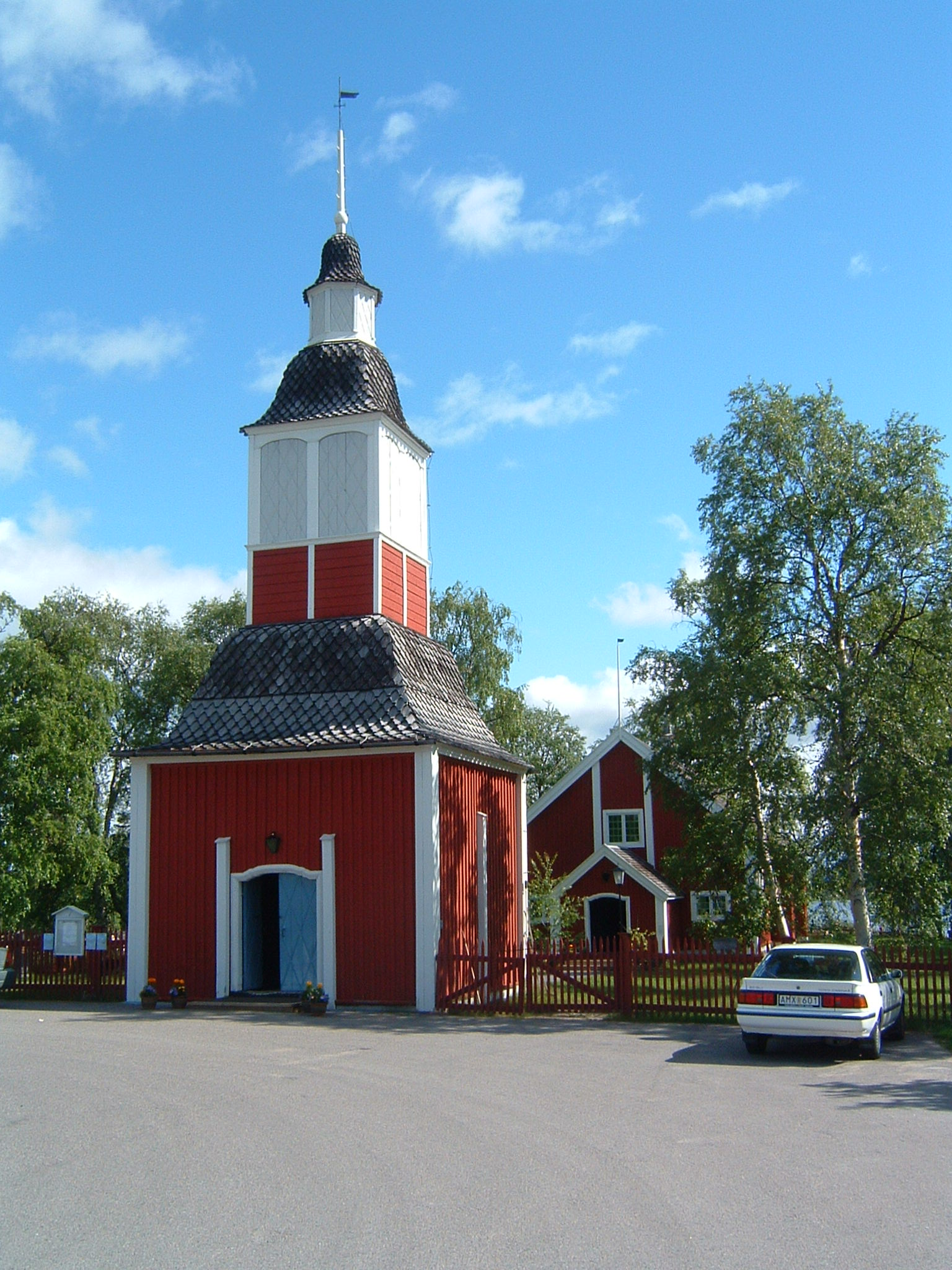
Церква (Юккасярві)
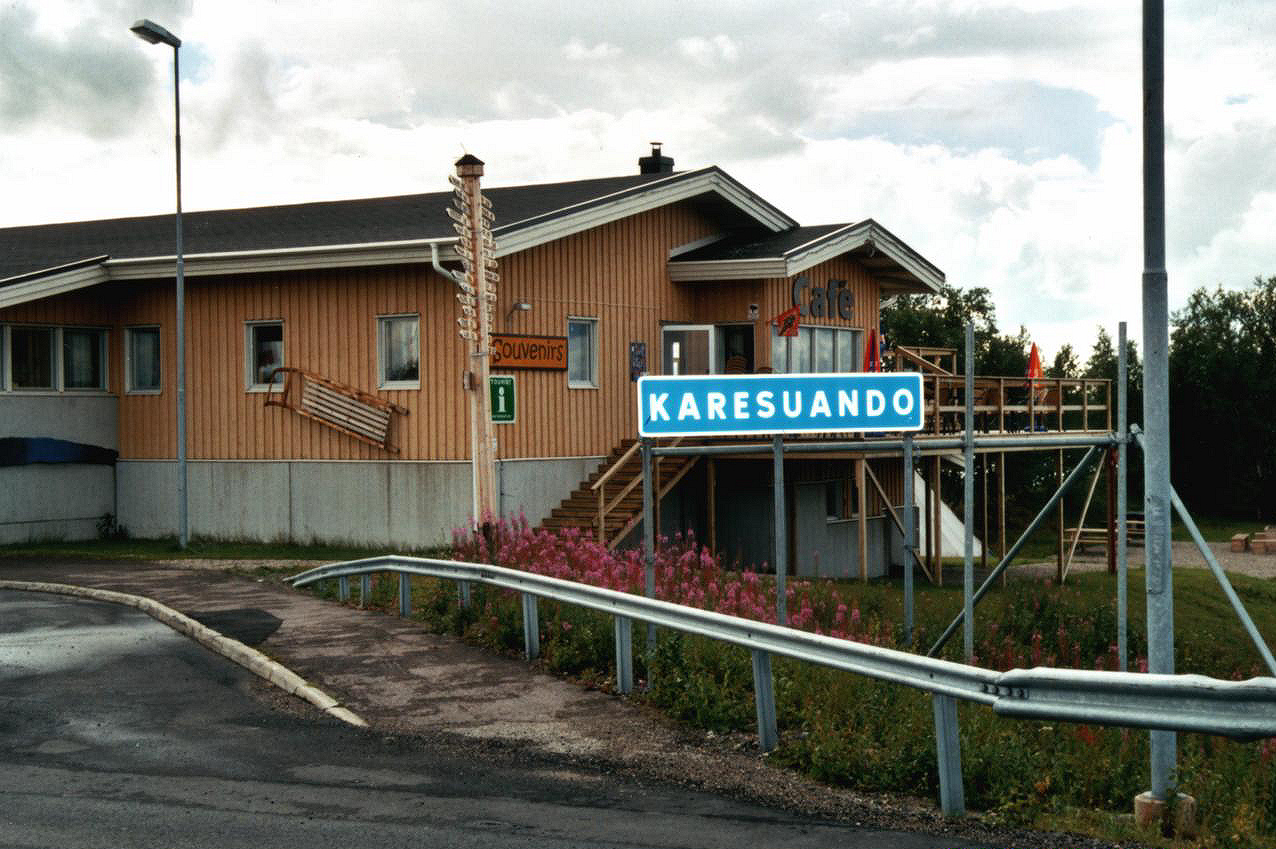
Містечко Каресуандо
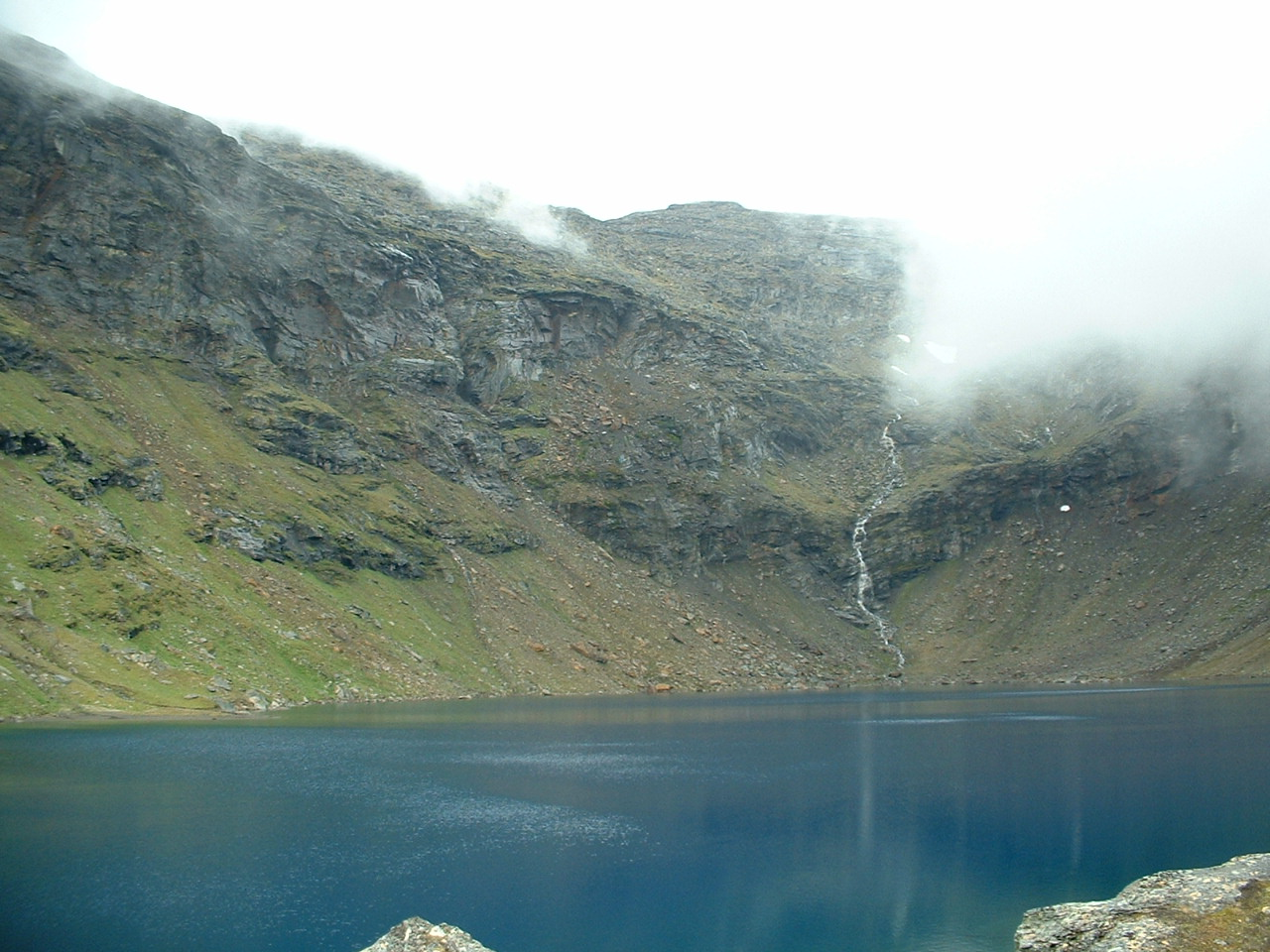
Озеро Тролльше

## Виноски
1. ↑  https://web.archive.org/web/20170308223237/http://trointweb.kommun.kiruna.se/troint/historik_person.asp?inr=188
2. ↑  https://sverigesradio.se/artikel/6846092
3. ↑  https://gupea.ub.gu.se/bitstream/handle/2077/59622/gupea_2077_59622_1.pdf?sequence=1&isAllowed=y
4. ↑  https://gupea.ub.gu.se/bitstream/handle/2077/59414/gupea_2077_59414_1.pdf?sequence=1&isAllowed=y
5. ↑  https://gupea.ub.gu.se/bitstream/handle/2077/59641/gupea_2077_59641_1.pdf?sequence=1&isAllowed=y
6. ↑  https://gupea.ub.gu.se/bitstream/handle/2077/59728/gupea_2077_59728_1.pdf?sequence=1&isAllowed=y
7. ↑  https://gupea.ub.gu.se/bitstream/handle/2077/59826/gupea_2077_59826_1.pdf?sequence=1&isAllowed=y
8. ↑  https://gupea.ub.gu.se/bitstream/handle/2077/59825/gupea_2077_59825_1.pdf?sequence=1&isAllowed=y
9. ↑  https://gupea.ub.gu.se/bitstream/handle/2077/59827/gupea_2077_59827_1.pdf?sequence=1&isAllowed=y
10. ↑  https://gupea.ub.gu.se/bitstream/handle/2077/59883/gupea_2077_59883_1.pdf?sequence=1&isAllowed=y
11. ↑  https://gupea.ub.gu.se/bitstream/handle/2077/59886/gupea_2077_59886_1.pdf?sequence=1&isAllowed=y
12. ↑  https://web.archive.org/web/20170308221212/http://trointweb.kommun.kiruna.se/troint/historik_person.asp?inr=44
13. ↑  https://web.archive.org/web/20181109070751/http://trointweb.kommun.kiruna.se/troint/historik_person.asp?inr=1
14. ↑  http://trointweb.kommun.kiruna.se/troint/person-uppdrag.asp?inr=125
15. ↑  Folkmangd i riket, lan och kommuner (шв.) . Центральне бюро статистики Швеції. Архів оригіналу за 20 серпня 2013. Процитовано 13 лютого 2013.